# Carroll Ballard
Carroll Ballard (Los Angeles, 14 ottobre 1937) è un regista statunitense.
Ha diretto sei film fra i quali Black Stallion (1979) e Fly Away Home (1996).

## Biografia
Studiò alla scuola di cinematografia della UCLA, dove ebbe fra i compagni di classe Francis Ford Coppola.
Fra le sue prime opere vanno ricordati i documentari Beyond This Winter's Wheat (1965) e Harvest (1967), realizzati per la U.S. Information Agency. L'ultimo venne nominato per l'Academy Award. Diresse anche un cortometraggio dal titolo The Perils of Priscilla (1969), filmato prendendo come base il tunto di vista di un gatto e Rodeo (1970), una visione intimistica dell'edizione del 1968 del National Finals Rodeo di Oklahoma City. Fu direttore della seconda unità per Star Wars (1977), per il quale girò la maggior parte delle scene in esterni ambientate nel deserto.
Ballard ebbe finalmente l'opportunità di girare un film tutto suo quando Coppola gli offrì di dirigere  Black Stallion (1979), un adattamento del libro per ragazzi di Walter Farley. Il film ottenne la candidatura a due premi Academy Awards, compreso quello di miglior attore non protagonista a Mickey Rooney. Nel 2002, la Library of Congress inserì il film al National Film Registry.
Il suo secondo film fu Never Cry Wolf (1983), basato sull'autobiografia di Farley Mowat, Never Cry Wolf, nel quale erano descritte le esperienze di Mowat a contatto con i lupi dell'Artico.
Negli anni 1990, diresse due film: Wind (1992) e Fly Away Home (1996).
Il suo film più recente, Duma (2005), narra la storia dell'amicizia fra un giovane sudafricano ed un giovane ghepardo.

La maggior parte dei film di Ballard trattano dei rapporti fra gli uomini e la natura ed hanno una venatura molto poetica. Il critico cinematografico Kenneth Turan scrisse: 
()

## Filmografia
- Black Stallion (1979)
- Mai gridare al lupo (Never Cry Wolf) (1983)
- Nutcracker: The Motion Picture (1986)
- Wind (1992)
- Fly Away Home (1996)
- Duma (2005)